# Liste der Kulturgüter in Collina d’Oro
Die Liste der Kulturgüter in Collina d’Oro enthält alle Objekte in der Gemeinde Collina d’Oro im Kanton Tessin, die gemäss der Haager Konvention zum Schutz von Kulturgut bei bewaffneten Konflikten, dem Bundesgesetz vom 20. Juni 2014 über den Schutz der Kulturgüter bei bewaffneten Konflikten sowie der Verordnung vom 29. Oktober 2014 über den Schutz der Kulturgüter bei bewaffneten Konflikten unter Schutz stehen.
Objekte der Kategorien A und B sind vollständig in der Liste enthalten, Objekte der Kategorie C fehlen zurzeit (Stand: 1. Januar 2023).

## Kulturgüter
| Foto | | Objekt | Kat. | Typ | Standort                                                 | Beschreibung |
| ---- | --- | --- | ---- | --- | -------------------------------------------------------- | ------------ |
| ja   | Datei hochladen · Wikidata zu Komplex der Pfarrkirche Sant’Abbondio mit Beinhaus und Kreuzweg (Q3672232) | Komplex der Pfarrkirche Sant’Abbondio mit Beinhaus und Kreuzweg / Complesso della chiesa parrocchiale di Sant'Abbondio con ossario e Via Crucis KGS-Nr.: 05463 | A    | G   | Gentilino, Via Sant’Abbondio 715400 / 94082              |              |
| ja   | Datei hochladen · Wikidata zu Friedhof Gentilino (Q29527196)                                             | Friedhof / Cimitero KGS-Nr.: 05464 | A    | G   | Gentilino, Via Sant'Abbondio 715294 / 94148              |              |
| ja   | Datei hochladen · Wikidata zu Haus Camuzzi (Q1046339)                                                    | Haus Camuzzi / Casa Camuzzi KGS-Nr.: 05614 | A    | G   | Montagnola, Via Ra Cürta 4 714728 / 93477                |              |
| ja   | Datei hochladen · Wikidata zu Pfarrkirche San Tommaso (Q3672118)                                         | Pfarrkirche San Tommaso / Chiesa parrocchiale di San Tommaso KGS-Nr.: 05221                                                                                    | B    | G   | Agra, Via Municipio 714274 / 91770                       |              |
| BW   | Datei hochladen · Wikidata zu Oratorium San Bernardo (Q29884204)                                         | Oratorium San Bernardo / Oratorio di San Bernardo KGS-Nr.: 05371                                                                                               | B    | G   | Carabietta, Via alla Chiesa 713309 / 91810               |              |
| ja   | Datei hochladen · Wikidata zu Hermann Hesse Museum (Q27479991)                                           | Hermann-Hesse-Museum / Museo Hermann Hesse KGS-Nr.: 08624 | B    | S   | Montagnola, Torre Camuzzi, Via Ra Cürta 2 714707 / 93455 |              |